# Mikołaj z Pyzdr
Mikołaj z Pyzdr (ur. ok. 1363 w Sługocinku, zm. przed 22 kwietnia 1424 w Poznaniu lub Sandomierzu) – filozof i teolog, profesor i rektor Akademii Krakowskiej.

## Biografia
Pochodził z rodziny szlacheckiej. Kształcił się na Uniwersytecie Praskim na wydziale Artes Liberales, gdzie w 1383 został bakałarzem, a w 1386 magistrem artium. Na tej uczelni, studiował dalej prawo, a następnie teologię, z której uzyskał tytuł bakałarza biblijnego (ok. 1395). Do tego czasu działał też na Uniwersytecie Praskim jako egzaminator filozofii.
W tym okresie, jako wikariusz katedralny w Poznaniu uzyskał 13 listopada 1389 prowizję papieską na kanonię w katedrze wrocławskiej. Prawdopodobnie jej nie objął. 
Następnie przeniósł się do Krakowa, gdzie w 1400 wszedł w skład komisji tworzącej statuty powstającej Akademii Krakowskiej. Kontynuował też tutaj swoje studia teologiczne pod kierunkiem Jana Isnera, który w późniejszym okresie uczyni go wykonawcą swojego testamentu. W 1404 występuje w źródłach jako bakałarz-sentencjariusz, a 1406 zostaje rektorem Akademii Krakowskiej. 8 listopada 1407 uzyskał doktorat z teologii i profesorem na tym wydziale. Jego uczniami byli Andrzej z Kokorzyna, Mikołaj Kozłowski, Łukasz z Wielkiego Koźmina, Jakub z Nowego Sącza. Za swe nauczanie na Akademii nie pobierał wynagrodzenia. Cieszył się dużym autorytetem, osobistym i naukowym. Jego poglądy teologiczno-filozoficzne można określić jako umiarkowany nominalizm. Był też zwolennikiem reformy Kościoła. 
W latach tych pełnił też wiele funkcji kościelnych. Prawdopodobnie przed 1400 (na pewno do 1404) został archidiakonem sandomierskim. Był kanonikiem poznańskim i gnieźnieńskim oraz prebendarzem w Gieczu. Pełnił też funkcje sędziego in spiritualibus w zastępstwie oficjała krakowskiego (1404-1411) i poznańskiego (1420-1421).
W 1414 spisał poznańskie statuty synodalne, ogłoszone następnie przez biskupa Andrzeja Łaskarza (1420). W 1419 przeprowadził się do Poznania i w następnym roku brał udział w synodzie archidiecezji gnieźnieńskiej w Kaliszu. Był świadkiem i prawdopodobnie współredaktorem statutów Mikołaja Trąby (1420).

## Dzieła
Z jego dzieł zachowały się:
- Statuty synodalne diecezji poznańskiej[4],
- Lectura super Psalterium[5][6].